# Cnemidophorus
Genre
Cnemidophorus est un genre de sauriens de la famille des Teiidae.

## Répartition
Les 19 espèces de ce genre se rencontrent en Amérique du Sud, en Amérique centrale et dans le sud de l'Amérique du Nord.

## Caractéristiques
Elles mesurent entre 20 et 50 cm, et peuvent courir jusqu'à 28 km/h sur de courtes distances.

## Reproduction
Chez les lézards à queue en fouet, les individus sont tous femelles. Ils se reproduisent donc par parthénogenèse, c'est-à-dire qu'il y a production de descendants sans fécondation. Toutefois, les ébats amoureux et une simulation de copulation restent indispensables pour induire la poussée hormonale (œstrogènes) déclenchant l'ovulation. Suivant son taux hormonal, un individu jouera le rôle du mâle ou bien celui de la femelle.

Ce phénomène est rare, mais non pas unique parmi les vertébrés. Il s'agit d'un état dérivé : les populations ancestrales de ces espèces possédaient femelles et mâles mais ces derniers ont depuis disparu. Les lézards à queue en fouet sont devenus agames, rendant le mâle superflu. Cela cause une grande fragilité de cette population en cas de pandémie, du fait de la baisse de variabilité des populations.

## Liste des espèces
Selon The Reptile Database (26 mars 2015) :
- Cnemidophorus arenivagus Markezich, Cole & Dessauer, 1997
- Cnemidophorus arubensis Lidth De Jeude, 1887
- Cnemidophorus cryptus Cole & Dessauer, 1993
- Cnemidophorus duellmani Mccranie & Hedges, 2013
- Cnemidophorus flavissimus Ugueto, Harvey & Rivas, 2010
- Cnemidophorus gaigei Ruthven, 1915
- Cnemidophorus gramivagus Mccrystal & Dixon, 1987
- Cnemidophorus lemniscatus (Linnaeus, 1758)
- Cnemidophorus leucopsammus Ugueto & Harvey, 2010
- Cnemidophorus martyris Stejneger, 1891
- Cnemidophorus murinus (Laurenti, 1768)
- Cnemidophorus nigricolor Peters, 1873
- Cnemidophorus pseudolemniscatus Cole & Dessauer, 1993
- Cnemidophorus rostralis Ugueto & Harvey, 2010
- Cnemidophorus ruatanus Barbour, 1928
- Cnemidophorus ruthveni Burt, 1935
- Cnemidophorus senectus Ugueto, Harvey & Rivas, 2010
- Cnemidophorus splendidus (Markezich, Cole & Dessauer, 1997)
- Cnemidophorus vanzoi (Baskin & Williams, 1966)

## Publication originale
- Wagler, 1830 : Natürliches System der Amphibien : mit vorangehender Classification der Säugethiere und Vögel : ein Beitrag zur vergleichenden Zoologie. München p. 1-354 (texte intégral).